# Adina Pintilie
Adina Pintilie (ur. 12 stycznia 1980 w Bukareszcie) – rumuńska reżyserka i scenarzystka filmowa. Studiowała na Narodowym Uniwersytecie Sztuki Teatralnej i Filmowej im. I.L. Caragiale (UNATC) w Bukareszcie. W swoim eksperymentalnym debiucie fabularnym Touch Me Not (2018), łączącym dokument z fikcją, mówiła o lęku przed intymnością i osiągnięciu seksualnego wyzwolenia. Za film ten zdobyła Złotego Niedźwiedzia na 68. MFF w Berlinie.